# Lambertus Hortensius

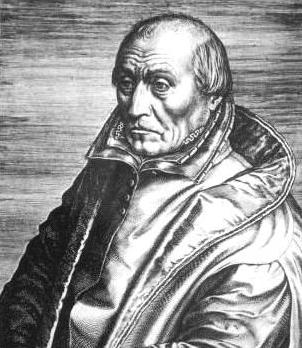
Bildnis um 1575

Lambertus Hortensius (* um 1500 in Montfoort; † 1574 bei Naarden; eigentlich Lambert van den Hove) war ein niederländischer Humanist und römisch-katholischer Geistlicher.
Der Sohn eines Gärtners besuchte zunächst die Hieronymus-Schule in Utrecht und anschließend die Universität Löwen. 1527 tritt er als Lehrer der vierten Klasse an der Utrechter Hieronymusschule auf. In Utrecht erhielt er auch seine Priesterweihe. Da er in seinem Unterricht eine freie und jedem Aberglauben entgegengesetzte Gesinnung an den Tag legte, wurde er vom dortigen Volk als Lutherische Pfaffe bezeichnet. 1544 wurde er Rektor der Schule in Naarden, 1557 lehnte er einen Ruf an das Rektorat der Schule in Delft ab.
1572 überlebte er die Einnahme Naardens durch die Spanier, angeblich aufgrund seines Rufes als Gelehrter. Seine Lebensführung ist als nicht tadellos überliefert, so wurde er der Unmäßigkeit beschuldigt und hatte als Priester zwei Söhne. 

## Werke (Auswahl)
- Secessionum Ultrajectinarum libri septem, Basel 1546 und Utrecht 1643.
- Tumultuum Anabaptistarum liber unus, Basel 1548.
- Satyrarum aevi sui vitia et mores libri duo.
- Epithalamiorum liber unus, 1552.
- Explanationes in Aristophanis Plutum, Nebulas, Ranas et Equites, Utrecht 1556, 1557 und 1561.
- Enarrationes in Virgilii Aeneida, 1559 und 1577.
- De bello Germanico libri septem, 1560.
- Explanationes in Annaei Lucani Pharsaliam, 1578.